# Якубув (Зомбковицький повіт)
Якубув (пол. Jakubów) — село в Польщі, у гміні Цепловоди Зомбковицького повіту Нижньосілезького воєводства.
Населення — 54 особи (2011).
У 1975-1998 роках село належало до Валбжиського воєводства.

## Демографія
Демографічна структура станом на 31 березня 2011 року:
|          | Загалом | Допрацездатний вік | Працездатний вік | Постпрацездатний вік |
| -------- | ------- | ------------------ | ---------------- | -------------------- |
| Чоловіки | 29      | 5                  | 24               | 0                    |
| Жінки    | 25      | 4                  | 17               | 4                    |
| Разом    | 54      | 9                  | 41               | 4                    |